# Björnekulla Kirke
Björnekulla Kirke (svensk: Björnekulla kyrka) er en kirke i byen Åstorp, som er beliggende i det nordøstlige Skåne. Kirken der blev indviet 1. søndag i advent 1889, er forsamlingskirke for Björnekulla-Västra Broby församling. Allerede i 1200-tallet havde man opført en kirke i Åstorp, men efter at der var blevet anlagt en jernbane gennem byen, udviklede den sig efterhånden til et helt samfund og kirken blev derfor for lille til behovet. Det besluttedes derfor at bygge en ny kirke i gotisk stil opført i mursten. I perioden 1971-1973 gennemgik kirken en større renovering, hvor blandt andet en stor del af interiøret blev ændret.

## Interiør
Det ældste inventar i kirken er den originale døbefont tilbage fra starten af 1200-tallet. Fra slutningen af samme århundrede finder man også et triumf krucifiks, som hænger i indgangen til koret. I kirken finder man også det tredelte korvindue, som er malet af kunstneren Erik Olson. Vinduet der kom til kirken ved renoveringen i starten af 1970'erne, er af kunstneren selv navngivet Fönster mot Himmelen (dansk: Vindue mod himmelen). Ved samme lejlighed fik kirken også både nyt alter og orgel. Alteret er udført som en muret konstruktion med en skånsk granitplade som top, hvorpå der er placeret et sølvkors designet af Sven Albrechtsson. I nyere tid har kirken anskaffet sig to kunstværker af Kjeld Jordahn.